# Палацо Строци
Палацо „Строци“ (на италиански: Palazzo Strozzi) във Флоренция, Италия, е един от най-известните италиански ренесансови дворци. Внушителен по размери (цели 15 сгради са били разрушени, за да му направят път), той се намира между едноименните ул. „Строци“ и пл. „Строци“, и ул. „Торнабуони“, с три грандиозни еднакви портала от три страни. Една неукрасена страна се намира на уличка „Строци“ – частен път между ул. „Торнабуони“ и пл. „Строци“, с достъп, затворен от врати.
Както пише Франческо Боки, дворецът „е великолепен и прекрасен и се смее във всяка част с благородното си величие, което, както предупреждава този, който е експерт, по възхитителното си усърдие превъзхожда всяка частна сграда, независимо дали в Италия или на друго място". Това ясно показва, че това е една от най-представителните граждански сгради на Ренесанса и шедьовър на флорентинската гражданска архитектура. Започнат е по нареждане на Филипо Строци Стари – богат търговец, принадлежащ към едно от най-богатите семейства във Флоренция, традиционно враждебно настроен към фракцията на Медичите. Сградата фигурира в списъка, съставен през 1901 г. от Генералната дирекция за антики и изящни изкуства, като монументална сграда, която трябва да се счита за национално художествено наследство на Италия.

## История

### Филипо Строци
Семейство Строци е прогонено от Флоренция през 1434 г. поради противопоставянето им на Медичите. Благодарение на богатството, натрупано от Филипо Строци Стари като банкер в Неапол, семейството се завръща в града през 1466 г., решено да надмине своите съперници. Филипо има истинска мания и години наред купува и разрушава сгради около резиденцията си, за да има земята, необходима за построяването на най-големия дворец, виждан някога във Флоренция. Сред закупените къщи са тези на други Строци, на Пиеро Ардингели, на Франческо Ручелай, на Чека и Николо Пополески, на Пиеро Торнакуинчи и кулата на графовете Гуиди от Попи. Тук е и Пиаца „Торнакуинчи“, където различни семейства имат свои собствени кули и лоджии. 
Само благодарение на намесата на Лоренцо Великолепни Строци успява да получи правата от собствениците да изправи линията на площада и да заеме всяка част от улици или кръстовища, които са необходими за новата сграда. Единственото условие за Строци е да започнат работите в рамките на една година след ратификацията на нотариалния акт (от 10 април 1489 г.) и строителството да продължи без прекъсване, под наказание от конфискация.
Джулиано да Сангало изработва дървен модел на двореца между 1489 и 1490 г. (днес той се намира в хранилищата на Барджело), но Джорджо Вазари приписва примитивния проект на Бенедето да Маяно, любимият архитект на Лоренцо Великолепни, макар че е вероятно той никога да не е ръководил работата. Във всеки случай вдъхновението е Палацо „Медичи“ на Микелоцо на ул. „Ларга“ (днешна „Кавур“), а моделът на Джулиано е много близък до извършената работа, поне що се отнася до първия етаж.
С толкова много налични пари нищо не е оставено на случайността, така че дори са призовани астрономи, за да решат кой ден е най-благоприятен за полагане на първия камък. Работата започва на 6 август 1489 г., но само две години по-късно Филипо Строци умира.

### От XVI век
Наследниците на Филипо Строци продължават, макар и трудно, скъпоструващия му строеж - мечта.
След това строителната площадка е ръководена от Симоне дел Полайоло, известен като Кронака, който е свободен да се намеси в планираното до момента. Той се появява като ръководител на работите от 1490 г., като наследник на майстора строител Якопо ди Стефано Росели и със сигурност е отговорен за последния етаж, завършен с великолепен изпъкнал корниз (1502 г.) и за двора с портици от четири страни (1503 г.), оставайки на служба до 31 октомври 1504 г., както свидетелстват тогавашните документи. „Почти показното използване на едни и същи мотиви, които другаде биха могли да се считат за монотонно повторение, разкрива целта на архитекта, насочена преди всичко към изразяване на мислите му чрез чувството за пропорция. И тази пропорция, която изглежда се постига без усилие, този перфектен баланс между твърди части и кухини, между рамки и рустика, между разделянето на равнините и ширината на фронтовете, е тайната, от която се ражда музикалната хармония на каменния куб., пронизан от ведра и спокойна красота“. През 1507 г. приземният етаж започва да се обитава.
След различни прекъсвания, дължащи се на променливите икономически условия на семейството, благодарение на търговското богатство на Филипо Строци Млади – богат банкер, работата е възобновена през 1523 г.: в тази фаза вероятен ръководител е Бачо д'Аньоло. Частта на ул. „Торнабуони“, изоставена в третия ред чернови на втория прозорец, е възобновена през април 1533 г. и завършена през 1534-1535 г. Строителната площадка е окончателно закрита през 1538 г., след като Строци, враг на Козимо I, е пленен в Битката при Монтемурло и се самоубива. Поради това южната фасада и половината от корниза на ул. „Торнабуони“ остават недовършени.
Сградата е конфискувана от Великия херцог Козимо I де Медичи през същата година и завръщането на семейство Строци изглежда далеч, след като Пиеро Строци, след окончателното поражение в битката при Сканагало, намира убежище във Франция (1554 г.). Само години по-късно сградата е върната на кардинал Лоренцо Строци.
През 1638 г. арх. Герардо Силвани построява параклиса на първия етаж, а през 1662 г. разширява стълбището на ул. „Торнабуони“.

### XIX и XX век
Между 1863 и 1865 г., съвпадайки с разширяването и коригирането на улиците „Строци“ и „Торнабуони“, сградата е „реставрирана“ от името на принц Фердинандо Строци от Джузепе Поджи, на когото, наред с други неща, се дължи уличната пейка, която минава покрай нея по протежение на трите фасади на сградата. По този повод зазиданата врата на Пиаца Строци също е отворена отново и дворът е свързан с нивото на улицата чрез рампа, за да позволи на каретите да имат достъп до сърцето на сградата.
Други важни работи по пренареждане на интериора (с пълна и често произволна реконструкция на много древни архитектурни елементи) са извършени между 1886 и 1889 г., насърчавани от Пиеро Строци и ръководени от архитекта Пиетро Берти. Сградата остава на семейство Строци до 28 май 1937 г., когато принц Роберто я продава на Националния осигурителен институт.
Новите собственици - оставяйки настрана първия проект, изготвен от младия архитект Герардо Бозио, насърчават цялостна реставрация на сградата между 1938 г. и април 1940 г.. Тя е ръководена от инж. Уго Джованоци, подпомаган от инж. Гуалтиеро Чивидали, а за художествена реставрация – от управителя на паметниците Джовани Поджи. Реставрацията през следващите години поражда критики, както за повторното изграждане от нулата на капители, конзоли и други декорирани каменни елементи, така и за произволното завършване на страната към алеята и на корниза на ул. „Торнабуони“, симетрично възпроизвеждайки съществуващата част, както и за покритата лоджия на третия етаж, все още от страната на ул. „Торнабуони“.
Други реставрационни работи датират от 1958 г. (под ръководството на арх. Гуидо Мороци), 1967 г. и отново от 1977 г., последните въз основа на проекта и ръководството на работите на арх. Саверио Вела. Между 1995 и 1996 г. се извършват серия от армирани микроциментации върху подложените на разпадане каменни елементи на фасадата.
Впоследствие голямата сграда е придобита от Италианската държава (1998), която я предоставя за ползване на Община Флоренция (1999). Реставрацията на фасадите на вътрешния двор датира от 2001 г. като част от по-голям проект за консервативна рехабилитация и функционална адаптация на конструкцията по проект на Марко Балдини, Сандро Усели и Алесандро Париги.
В момента в сградата се помещават някои важни културни институции, включително Фондация „Палацо Строци“, Центърът за съвременна култура „Строцина“ (CCCS), Националният институт за ренесансови изследвания, Италианският институт по човешки науки и Научният литературен кабинет G. P. Vieusseux (тук от 1940 г.).

## Описание
Дворецът представлява един от най-добрите примери за ренесансовия идеал за величествен дом. Той е доброволно построен по-голям от двореца на Медичите, от който копира кубичната форма, развита на три етажа около централен двор. И фасадата е почти идентична, с изключение на по-равномерната рустика, наклонена нагоре, но с по-малка разлика в дебелината, отколкото при модела. Това придава на цялото архаичния вид на крепост. На приземния етаж има правоъгълни прозорци, докато на горните етажи има два реда елегантни двусводести прозорци, почиващи върху назъбени рамки за етажи. На всяка от трите страни към улицата има по три арковидни портала с отлята и вътрешно гладка рамка, с тържествен класицизъм.
Непрекъснат цокъл, подобен на улична пейка, минава около сградата и е увенчан от мощен корниз, лежащ върху висока гладка лента, която се прекъсва на ул. „Строци“.

Отвън са държачите на факлите, свещниците, знаменосците и пръстените за конете от ковано желязо, направени между 1491 и 1498 г. от Николо Гросо, известен като Капара, по дизайн на Бенедето да Маяно. Това е най-добрият пример за тази художествена форма, толкова много, че авторът е споменат и от Вазари в неговите Животоописания. Особено ценни са произведенията по ъглите: фенерите във формата на малък храм и с шипове, които увенчават подобна клетка, може би за да напомнят за лука, който някога е давал името на Пиаца Строци, както и дракони и сфинксове факлоносци. Между прозорците има железни гривни за факли и знамена, а отдолу характерните подкови с емблемите на Строци (някои днес заменени с копия).
- Скиния с Благовещение
- Фенер
- Факлоносец
- Факлоносец
- Знаменосец и халка за коне с емблемата на Строци
- Емблема на Филипо Строци Стари, със сокол, който скубе перата си от дъбов клон (и мотото Sic [et] Virtusexpeto)
- Емблема на Филипо Строци Стари, с агнето (и мотото Mitis esto)
- Прозорец на първия етаж с герб на Строци
- Висящ капител с маски на зелен човек и хералдически гербове
- Камина с герба на Строци

На уличка „Строци“ (vicolo degli Strozzi) има скиния с изображение на Благовещение на Сервитския орден, снабдена с лампа, която в древни времена е трябвало да осветява алеята през нощта. 
В ъгъла между площада и ул. „Строци“ има плоча от 1762 г. от Капитаните на партията (заменили Синьори Ото във функциите на обществения контрол), забраняваща продажбата на някои стоки на площада, под заплаха от големи глоби. Там пише: „Именитите капитани на Партията (гвелфи) на град Флоренция в изпълнение на добронамерения рескрипт на Негово императорско величество от 6 октомври 1762 г., с този публичен едикт забраняват всички търговци на дини, пъпеши, плодове, продавачи на стари железа (купували и препродавали метални предмети и др.), прекупвачи (на употребявани предмети), барули (дребни търговци, улични търговци) и всякакви други хора, които остават и продават и препродават плодове, платове, стари железа и какъвто и да е друг вид вещи на площад „Строци“, под санкция от 5 лири за всеки нарушител и за всеки път, на всеки, който е открит на местопрестъплението, плюс преценката на най-известния магистрат (за всякакви спомагателни наказания в случаи на рецидив или на особена тежест); и за да осигурят обществената услуга, те декларират, че Пиаца Нуова ди Санта Мария Новела остава предназначена за разтоварване и търговия с пъпеши, дини и други плодове, които за тази цел са заменена от тази на Строци. Съставено във Флоренция на 13 октомври 1762 г. (от) канцлера Урбано Урбани“. Копие от плочата може да се намери и на ъгъла с улица Моналда.